# Đài khí tượng Phù Liễn
Đài khí tượng Phù Liễn là một công trình xây dựng trên núi Phù Liễn, quận Kiến An, thành phố Hải Phòng. Đây vừa là một trạm khí tượng thủy văn, một trung tâm khoa học và một địa điểm du lịch ở Hải Phòng.

## Lịch sử
Đài khí tượng Phù Liễn được thành lập năm 1902 dưới thời Pháp thuộc. Năm 1970, người ta cho lắp đặt kính thiên văn quang học lớn và hiện đại nhất Đông Dương. Cuối năm 2002, Bảo tàng Thiên văn Việt Nam thuộc Đài Khí tượng Phù Liễn được mở cửa.